# Tiro esportivo nos Jogos Pan-Americanos de 2011 - Skeet feminino
A competição do skeet feminino foi um dos eventos do tiro esportivo nos Jogos Pan-Americanos de 2011, em Guadalajara. Foi disputada no Club Cinegético Jalisciense no dia 21 de outubro.

## Calendário
Horário local (UTC-6).
| Data          | Horário | Fase         |
| ------------- | ------- | ------------ |
| 21 de outubro | 10:00   | Qualificação |
| 21 de outubro | 14:00   | Final        |

## Medalhistas
| Ouro   | USA Kimberly Rhode     |
| Prata  | CHI Francisca Crovetto |
| Bronze | ARG Melisa Gil         |

## Resultados

### Qualificação
| Pos. | Atiradora          | País               | 1  | 2  | 3  | Total | Obs.  |
| ---- | ------------------ | ------------------ | -- | -- | -- | ----- | ----- |
| 1    | Kimberly Rhode     | USA Estados Unidos | 25 | 24 | 24 | 73    | Q, PR |
| 2    | Francisca Crovetto | CHI Chile          | 22 | 22 | 23 | 67    | Q     |
| 3    | Melisa Gil         | ARG Argentina      | 23 | 20 | 22 | 65    | Q     |
| 4    | Anabel Molina      | MEX México         | 21 | 21 | 18 | 60    | Q     |
| 5    | Andrea Romero      | GUA Guatemala      | 22 | 17 | 20 | 59    | Q     |

### Final
| Pos.              | Atiradora              | Qualificação | Final | Total | Obs. |
| ----------------- | ---------------------- | ------------ | ----- | ----- | ---- |
| Medalha de ouro   | USA Kimberly Rhode     | 73           | 25    | 98    | FPR  |
| Medalha de prata  | CHI Francisca Crovetto | 67           | 22    | 89    |      |
| Medalha de bronze | ARG Melisa Gil         | 65           | 23    | 88    |      |
| 4                 | MEX Anabel Molina      | 60           | 21    | 81    |      |
| 5                 | GUA Andrea Romero      | 59           | 21    | 80    |      |